# Израело-палестински конфликт
Израело-арабският конфликт (на арабски: النزاع الفلسطيني – الإسرائيلي, ал-Низа'а ал-Фаластини ал-Израили; на иврит: הסכסוך הישראלי-פלסטיני, Ха'Сихсух Ха'Йизраели-Фалестини) е продължаващ конфликт между израелци и палестинци, който започва през 1947 г. Той образува основната част на Арабско-израелския конфликт и също така се смята за един от „най-сложните конфликти“.  Още от 1920 г. съществува напрежение между арабите, евреите и британските сили, и създаването на Британски мандат в Палестина предизвиква допълнителни конфликти. Арабите и евреите са изключително недоволни от британската политика. Продължаващото напрежение избухва на 30 ноември 1947 г. в гражданска война между арабски и еврейски сили, в отговор на плана на ООН за разделяне на Палестина в една арабска държава, еврейска държава и специалния международен режим за град Йерусалим.
Въпреки дългосрочния мирен процес и общото помирение между Израел, Египет и Йордания, израелците и палестинците не постигат окончателно споразумение за мир. Неразрешените въпроси са: взаимно признаване, граници, сигурност, контрол над Йерусалим, израелски селища, палестинското движение за свобода и решаване на палестинските претенции за връщане обратно на бежанците. Насилието на конфликта, в регион, богат на културен и религиозен световен интерес, е бил обект на множество международни конференции, които се занимават с исторически права, и е фактор, заплашващ туризма и общия достъп до спорни райони. Палестина бива подкрепена от 5 съседни държави (Сирия, Ливан, Ирак, Египет и Йордания).
Израел дава 6373 жертви от своя народ във войната, което е около 1% от населението му по това време. 4000 от тях са войници, а останалите са цивилни. Около 2000 са оцелелите от Холокоста.
Точният брой на арабските жертви е неизвестен. Една приблизителна оценка за арабските смъртни случаи – 7000 души: 3000 палестинци, 2000 египтяни, 1000 йорданци, 1000 сирийци.
По време на Гражданската война в Палестина през 1947 – 1948 г. и през 1948 г. в Арабско-израелската война, около 750 000 палестински араби бягат или са прогонени от домовете си. През 1951 г. Помирителната комисия на ООН за Палестина установява, че броят на палестинските бежанци, прогонени от Израел, е около 711 000 души. Това число не включва разселените палестинци в израелска територия.
Повече от 400 арабски села и около десет еврейски селища и квартали са обезлюдени по време на Израело-арабския конфликт. Според оценка, основаваща се на по-ранно преброяване, общото мюсюлманско население в Палестина през 1947 г. е 1 143 336. След войната около 156 хиляди араби остават в Израел и стават израелски граждани. Разселените палестински араби, известни като палестински бежанци, се заселват в палестински бежански лагери в целия арабски свят. Статутът на бежанец се прехвърля на поколенията, на които също е отказано гражданство в арабските държави. Потомците на бежанците също са лишени от гражданство в приемащите страни. Арабската лига инструктира своите членове да отрекат „палестинското гражданство“, за да се избегне разпадане на тяхната идентичност и защита на правото им на връщане към родината си. Повече от 1,4 милиона палестинци все още живеят в 58 признати бежански лагери, докато повече от 5 милиона палестинци живеят извън Израел и палестинските територии.
Палестинският проблем с бежанците и дебатът за правото на завръщане също са сред основните проблеми на Израело-арабския конфликт. Палестинските араби и техните поддръжници организират годишни демонстрации и чествания на 15 май всяка година. Популярността и броят на участниците в тези демонстрации варира непрекъснато.